# Wałentyna Kotyk
Wałentyna Petriwna Kotyk, ukr. Валентина Петрівна Котик (ur. 8 stycznia 1978 we wsi Biły Kołodiaź, w obwodzie charkowskim, Ukraińska SRR) – ukraińska piłkarka, grająca na pozycji pomocnika, reprezentantka Ukrainy, trener piłkarski.

## Kariera piłkarska

### Kariera klubowa
W 1997 roku rozpoczęła karierę piłkarską w barwach klubu Iskra Zaporoże. Potem wyjechała do Rosji, gdzie występowała w klubach Don-Tieks Szachty, Riazań-TNK Riazań, Nadieżda Nogińsk, Spartak Moskwa, SzWSM-Izmajłowo, Zorki Krasnogorsk i Mordowoczka Sarańsk. W 2013 wróciła do Ukrainy, gdzie zasiliła skład Żytłobud-1 Charków. W 2015 zakończyła karierę piłkarską.

### Kariera reprezentacyjna
W latach 2006–2014 broniła barw reprezentacji Ukrainy, w której zadebiutowała 17 czerwca 2006 w meczu przeciwko Włochom. Uczestniczka Mistrzostw Europy w Piłce Nożnej Kobiet 2009.

## Kariera trenerska
Po zakończeniu kariery piłkarki rozpoczęła pracę szkoleniowca. Najpierw pomagała trenować Żytłobud-1 Charków. W Lidze Mistrzów Kobiet sezonu 2016/17 wykonywała obowiązki głównego trenera klubu, ponieważ żaden z trenerów charkowskiej drużyny nie miał ważnej licencji trenerskiej, co było wymogiem UEFA. W grudniu 2017 została mianowana na stanowisko głównego trenera Żytłobud-1.

## Sukcesy i odznaczenia

### Sukcesy piłkarskie
Nadieżda Nogińsk
- 3.miejsce mistrzostw Rosji: 2005, 2007

Spartak Moskwa
- wicemistrz Rosji: 2006
- finalista Pucharu Rosji: 2006

Zorkij Krasnogorsk
- wicemistrz Rosji: 2011/12
- finalista Pucharu Rosji: 2011/12

Żytłobud-1 Charków
- mistrz Ukrainy: 2013, 2014, 2015
- zdobywca Pucharu Ukrainy: 2013, 2014, 2015

### Sukcesy trenerskie
- mistrz Ukrainy (1): 2018
- zdobywca Pucharu Ukrainy (1): 2018